# César Pellegrín
César Eduardo Pellegrín García (Montevideo, 5 marzo 1979) è un ex calciatore uruguaiano, di ruolo difensore.

## Carriera
Ha fatto parte di squadre militanti nella massima serie uruguaiana, italiana (con la Juventus, che lo ha acquistato per 3 miliardi di lire senza però mai utilizzarlo in alcuna partita ufficiale), finlandese, costaricana ed iraniana.
Ha preso parte alle edizioni del Campionato mondiale di calcio Under-20 del 1997 e del 1999, inframezzati dalla partecipazione alla Confederations Cup 1997.

## Statistiche

### Cronologia presenze e reti in nazionale
| Cronologia completa delle presenze e delle reti in nazionale ― Uruguay | Cronologia completa delle presenze e delle reti in nazionale ― Uruguay | Cronologia completa delle presenze e delle reti in nazionale ― Uruguay | Cronologia completa delle presenze e delle reti in nazionale ― Uruguay | Cronologia completa delle presenze e delle reti in nazionale ― Uruguay | Cronologia completa delle presenze e delle reti in nazionale ― Uruguay | Cronologia completa delle presenze e delle reti in nazionale ― Uruguay | Cronologia completa delle presenze e delle reti in nazionale ― Uruguay |
| Data                                                                   | Città                                                                  | In casa                                                                | Risultato                                                              | Ospiti                                                                 | Competizione                                                           | Reti                                                                   | Note                                                                   |
| ---------------------------------------------------------------------- | ---------------------------------------------------------------------- | ---------------------------------------------------------------------- | ---------------------------------------------------------------------- | ---------------------------------------------------------------------- | ---------------------------------------------------------------------- | ---------------------------------------------------------------------- | ---------------------------------------------------------------------- |
| 17-12-1997                                                             | Riad                                                                   | Uruguay                                                                | 4 – 3                                                                  | Sudafrica                                                              | Conf. Cup 1997 - 1º turno                                              | -                                                                      |                                                                        |
| Totale                                                                 |                                                                        | Presenze                                                               | 1                                                                      |                                                                        | Reti                                                                   | 0                                                                      |                                                                        |

| Cronologia completa delle presenze e delle reti in nazionale ― Uruguay under 20 | Cronologia completa delle presenze e delle reti in nazionale ― Uruguay under 20 | Cronologia completa delle presenze e delle reti in nazionale ― Uruguay under 20 | Cronologia completa delle presenze e delle reti in nazionale ― Uruguay under 20 | Cronologia completa delle presenze e delle reti in nazionale ― Uruguay under 20 | Cronologia completa delle presenze e delle reti in nazionale ― Uruguay under 20 | Cronologia completa delle presenze e delle reti in nazionale ― Uruguay under 20 | Cronologia completa delle presenze e delle reti in nazionale ― Uruguay under 20 |
| Data                                                                            | Città                                                                           | In casa                                                                         | Risultato                                                                       | Ospiti                                                                          | Competizione                                                                    | Reti                                                                            | Note                                                                            |
| ------------------------------------------------------------------------------- | ------------------------------------------------------------------------------- | ------------------------------------------------------------------------------- | ------------------------------------------------------------------------------- | ------------------------------------------------------------------------------- | ------------------------------------------------------------------------------- | ------------------------------------------------------------------------------- | ------------------------------------------------------------------------------- |
| 17-6-1997                                                                       | Shah Alam                                                                       | Uruguay under 20                                                                | 3 – 0                                                                           | Belgio under 20                                                                 | Mondiali Under-20 1997 - 1º turno                                               | -                                                                               |                                                                                 |
| 19-6-1997                                                                       | Shah Alam                                                                       | Malaysia under 20                                                               | 1 – 3                                                                           | Uruguay under 20                                                                | Mondiali Under-20 1997 - 1º turno                                               | -                                                                               |                                                                                 |
| 22-6-1997                                                                       | Shah Alam                                                                       | Marocco under 20                                                                | 0 – 0                                                                           | Uruguay under 20                                                                | Mondiali Under-20 1997 - 1º turno                                               | -                                                                               |                                                                                 |
| 25-6-1997                                                                       | Shah Alam                                                                       | Uruguay under 20                                                                | 3 – 0                                                                           | Stati Uniti under 20                                                            | Mondiali Under-20 1997 - Ottavi di finale                                       | -                                                                               | 71’                                                                             |
| 29-6-1997                                                                       | Shah Alam                                                                       | Uruguay under 20                                                                | 1 – 1 dts (7 - 6 dtr)                                                           | Francia under 20                                                                | Mondiali Under-20 1997 - Quarti di finale                                       | -                                                                               | 88’                                                                             |
| 2-7-1997                                                                        | Shah Alam                                                                       | Uruguay under 20                                                                | 3 – 2 dts                                                                       | Ghana under 20                                                                  | Mondiali Under-20 1997 - Semifinale                                             | -                                                                               |                                                                                 |
| 5-7-1997                                                                        | Shah Alam                                                                       | Uruguay under 20                                                                | 1 – 2                                                                           | Argentina under 20                                                              | Mondiali Under-20 1997 - Finale                                                 | -                                                                               | 79’                                                                             |
| 5-4-1999                                                                        | Enugu                                                                           | Uruguay under 20                                                                | 1 – 2                                                                           | Mali under 20                                                                   | Mondiali Under-20 1999 - 1º turno                                               | -                                                                               |                                                                                 |
| 8-4-1999                                                                        | Enugu                                                                           | Uruguay under 20                                                                | 1 – 0                                                                           | Corea del Sud under 20                                                          | Mondiali Under-20 1999 - 1º turno                                               | -                                                                               | 20’ 75’                                                                         |
| 11-4-1999                                                                       | Enugu                                                                           | Uruguay under 20                                                                | 0 – 0                                                                           | Portogallo under 20                                                             | Mondiali Under-20 1999 - 1º turno                                               | -                                                                               |                                                                                 |
| 14-4-1999                                                                       | Lagos                                                                           | Paraguay under 20                                                               | 2 – 2 dts (9 - 10 dtr)                                                          | Uruguay under 20                                                                | Mondiali Under-20 1999 - Ottavi di finale                                       | -                                                                               |                                                                                 |
| 18-4-1999                                                                       | Lagos                                                                           | Uruguay under 20                                                                | 2 – 1                                                                           | Brasile under 20                                                                | Mondiali Under-20 1999 - Quarti di finale                                       | -                                                                               | 87’                                                                             |
| 21-4-1999                                                                       | Lagos                                                                           | Uruguay under 20                                                                | 1 – 2                                                                           | Giappone under 20                                                               | Mondiali Under-20 1999 - Semifinale                                             | -                                                                               |                                                                                 |
| 24-4-1999                                                                       | Lagos                                                                           | Uruguay under 20                                                                | 0 – 1                                                                           | Mali under 20                                                                   | Mondiali Under-20 1999 - Finale 3º posto                                        | -                                                                               |                                                                                 |
| Totale                                                                          |                                                                                 | Presenze                                                                        | 14                                                                              |                                                                                 | Reti                                                                            | 0                                                                               |                                                                                 |

## Palmarès

### Club
- Campionato italiano: 1

Juventus: 1997-1998